# Gruppenführer
Gruppenführer byla hodnost příslušníků paramilitárních jednotek NSDAP oddílů SA a SS. Tato hodnost byla prvně založena v roce 1925 jako vyšší hodnost u SA.

## Hodnost SS

Límcové označení SS-gruppenführera po roce 1942.

V roce 1930 se hodnost Gruppenführer stala hodností SS a byla původně udělována těm důstojníkům, kteří veleli SS-Gruppen (skupinám SS) a také všem služebně starším důstojníkům z velícího štábu SS. V roce 1932 byla SS reorganizována a SS-Gruppen byly přeměněny na SS-Abschnitt. Držitel hodnosti Gruppenführer velel SS-Abschnitt (SS úsek), když nová hodnost Obergruppenführer dohlížela nad SS-Oberabschnitts (velkoúseky SS), které byly největší jednotky SS v Německu.
Jako v SA, hodnost SS Gruppenführer byla považována za ekvivalent pro hodnost plnohodnotného generála, ale po roce 1934 začala být považována za ekvivalent pro generálporučíka.
Během druhé světové války, když Waffen-SS začaly používat hodnost, SS-Gruppenführer se začal rovnat generálporučíkovi ve Wehrmachtu a začalo být uváděno jako SS-Gruppenführer und Generalleutnant der Waffen-SS.
Insignie SS-Gruppenführera se skládaly ze tří dubových listů umístěných ve středu límcového hodnostního označení v černém pozadí na obou stranách límce uniformy SS. Od roku 1930 do roku 1942 byly insignie SS stejné jako odznak hodnosti SA. Avšak později upravila SS límcové označení SS-Gruppenführera přidáním malé pecky. Hodnosti SS-Gruppenführer byly rovněž přidruženy nárameníky armádního generálporučíka.

## Hodnost SA
Pro hodnost Gruppenführer v rámci SA bylo typické, že velel velkému počtu jednotek známých jako "Standarten", které byly formovány do SA-Gruppen (skupin SA). I vzhledem k původní koncepci, byla hodnost Gruppenführer považována za ekvivalent pro hodnost plnohodnotného generála.

## Další využití hodnosti
Hodnost Gruppenführer byla také používána v několika dalších paramilitárních nacistických jednotkách jako např. Nacionálně socialistický motoristický sbor (NSKK) a Nacionálně socialistický letecký sbor (NSFK). V roce 1944 byla hodnost Gruppenführer přejata Volkssturmem jako nižší poddůstojnická hodnost velitele formace o velikosti družstva vojáků Volkssturmu.
Výraz Gruppenführer byl také všeobecně užíván v německých ozbrojených složkách jako je např. Heer, Waffen-SS a pozemní jednotky Luftwaffe pro označení funkce velitele družstva pěchoty o velikosti 9 až 10 mužů.
V německém hasičském sboru je termín Gruppenführer používán pro velitele skupiny po 8 hasičích. Skupina hasičů nazývaná Gruppe je malá hasičská taktická jednotka hasičského sboru. Stejně jako ve vojenském užití je termín Gruppenführer používán pouze pro označení funkce, ne hodnosti. Termín je používán dodnes.